# 東祖谷高野
東祖谷高野（ひがしいやたかの）は、徳島県三好市の町名。郵便番号は778-0206。

## 地理
三好市の南部に位置。西は西祖谷山村善徳、北から東は東祖谷小島、南は祖谷川を挟んで東祖谷今井・東祖谷和田とそれぞれ接する。南端は祖谷川が流れており、並行して徳島県道32号山城東祖谷山線が通っている。

### 河川
- 祖谷川

## 歴史
- 2006年（平成18年）3月1日 - 三好郡東祖谷山村が三野町・池田町・山城町・井川町・西祖谷山村と合併して三好市が発足し、現在の町名となる。

## 世帯数と人口
2021年（令和3年）12月31日現在の世帯数と人口は以下の通りである。
| 町丁       | 世帯数 | 人口 |
| ---------- | ------ | ---- |
| 東祖谷高野 | 13世帯 | 17人 |

## 小・中学校の学区
市立小・中学校に通う場合、学区は以下の通りとなる。
| 番地 | 小学校               | 中学校               |
| ---- | -------------------- | -------------------- |
| 全域 | 三好市立東祖谷小学校 | 三好市立東祖谷中学校 |

## 施設
- 新田神社
- 高野発電所 - 四国電力。

## 交通

### 鉄道
- 最寄駅はJR土讃線の大歩危駅。

### 道路
都道府県道
- 徳島県道32号山城東祖谷山線